# 青木勇貴斗
青木 勇貴斗（あおき ゆきと、2003年9月4日 - ）は、日本の男子スケートボード選手である。

## 概要
静岡県静岡市清水区出身。ボードライダーズジャパン所属。学校法人倉橋学園キラリ高等学校在学中。
ヒップホップダンスの指導者であった父・青木信博の影響を受けて、1歳頃からパソコンでダンス動画を見せてもらいながら遊んでいた。両親の離婚に伴って、3歳ごろから父子2人暮らしの家庭で育った。
2009年5月のある日曜日（当時、5歳）、父の青木信博とともに、父がダンサーとして登場している地元・静岡のラッパーのライブやダンスなどが収められたDVDをリビングで見ていた。そのDVDの中に登場したスケートボードに興味を示したことから、父親におもちゃ屋でスケートボードを買ってもらった。その後も興味を示し続けたことから、本物のスケートボードを買い、本格的な練習を始めた。練習場所は清水港にあったスケートパークで、年上の中に交ざりながら滑っていたという。小学3年生からは「F2Oパーク」などでも練習に励んでいた。小学6年生でAJSA（日本スケートボード協会）のプロ資格を得た。
2021年開催の2020年東京オリンピック・スケートボード競技では男子ストリートに出場。予選17位の結果となり、決勝進出は果たせなかった。持ち味は、ボードを空中で回転させる「フリップ」。

## 戦績
- 2019年の日本選手権 - 優勝[1]
- 2019年の世界選手権 - 6位[1]
- 2021年世界ランキング - 18位[2]
- 2020年 東京オリンピック男子ストリート - 予選17位[8]
- 2021年 Tampa Am - 優勝